# Адамия, Григорий Михайлович
Григорий Михайлович Адамия (24 августа 1906 года, село Эки, Сенакский уезд, Кутаисская губерния, Российская империя — неизвестно, Грузинская ССР) — советский грузинский государственный и хозяйственный деятель, председатель исполнительного комитета Абашского районного Совета депутатов трудящихся, Грузинская ССР. Герой Социалистического Труда (1948).

## Биография
Родился в 1906 году в крестьянской семье в селе Эки Сенакского уезда. После окончания местной сельской школы трудился в частном сельском хозяйстве. В последующие годы получил высшее образование. Трудился на комсомольской работе в Тифлисе. С 1931 года — член ВКП(б). До начала Великой Отечественной войны трудился на партийной должности. В июле 1941 года призван по мобилизации в Красную Армию.
Участвовал в Великой Отечественной войне. Воевал в составе 205-го артиллерийского полка 304-й стрелковой дивизии на Юго-Западном фронте. В дальнейшем служил политработником, батальонным комиссаром в составе 300-й стрелковой дивизии. С марта 1942 года — ответственный секретарь дивизионной партийной комиссии. Участвовал в обороне Сталинграда в составе 2-й Армии. Получил два ранения. После госпиталя обучался на Высших всеармейских военно-политических курсах Военно-политической Академии имени Ленина. В последующем участвовал во взятии Кенигсберга.
После демобилизации в 1946 году возвратился в Грузию, где был назначен председателем исполкома Абашского районного Совета народных депутатов. Занимался развитием сельского хозяйства в Абашском районе. В 1947 году обеспечил перевыполнение в целом по району планового сбора кукурузы на 22,1 %. Указом Президиума Верховного Совета СССР от 21 февраля 1948 года удостоен звания Героя Социалистического Труда за «получение высоких урожаев кукурузы и пшеницы в 1947 году» с вручением ордена Ленина и золотой медали «Серп и Молот» (№ 639).
Этим же Указом званием Героя Социалистического Труда были также награждены руководители Абашского района первый секретарь Абашского райкома партии Севериан Платонович Эбралидзе, главный районный агроном Владимир Джагуевич Миминошвили и 14 тружеников различных сельскохозяйственных предприятий Абашского района.
Дата его смерти не установлена.
Награды
- Герой Социалистического Труда
- Орден Ленина
- Орден Отечественной войны 2 степени (14.05.1944)
- Орден Красной Звезды — дважды (02.10.1943; 27.04.1945)
- Медаль «За боевые заслуги» (05.05.1943)
- Медаль «За оборону Сталинграда» (22.12.1942)
- Медаль «Партизану Отечественной войны» 2 степени